# Pattanagere
Pattanagere es una ciudad de la India en el distrito de Bangalore, estado de Karnataka.

## Geografía
Se encuentra a una altitud de 809 m s. n. m. a 17 km de la capital estatal, Bangalore, en la zona horaria UTC +5:30.

## Demografía
Según estimación 2011 contaba con una población de 130 887 habitantes.